# El balón catastrófico
El balón catastrófico es una historieta de 1982 del dibujante de cómics español Francisco Ibáñez.

## Sinopsis
El balón catastrófico es un balón de fútbol inflado con un gas bacteriológico especial que convierte en burro a quien lo aspira.
Lo prepararon unos terroristas del mando del coronel Gamberraffi, de Gibia, para atentar en los Estados Juntitos de Norteamérica.
Pero este plan para convertir a la población en burros salió mal y el balón se extravió en España.
La misión de Mortadelo y Filemón es encontrar ese balón y destruirlo, habida cuenta de que también los terroristas lo buscan.
Y para inmunizarse contra el gas toman un antídoto del profesor Bacterio (contra su voluntad).

## Comentarios
Previamente al Mundial de España 1982, Ibáñez imaginó una divertida historia que combina la euforia futbolística (capaz de "emburrecer") con el terrorismo islamista, mucho antes de ser conocido como hoy lo conocemos.
El coronel Gamberraffi, de Gibia, es un sosías de Muammar al-Gaddafi.
El fútbol no es el tema principal, pero la misión de Mortadelo y Filemón sirve como pretexto para burlarse de él como Ibáñez sabe.
Es muy llamativo el episodio en que los dos agentes pasan por Valdecascote de la Ciénaga, pueblo que celebra su "Mundial 82" particular (el balón catastrófico está allí).

## En otros medios
- Ha sido adaptado al completo en el episodio de la serie de televisión sobre los personajes.[2]